# أولمك

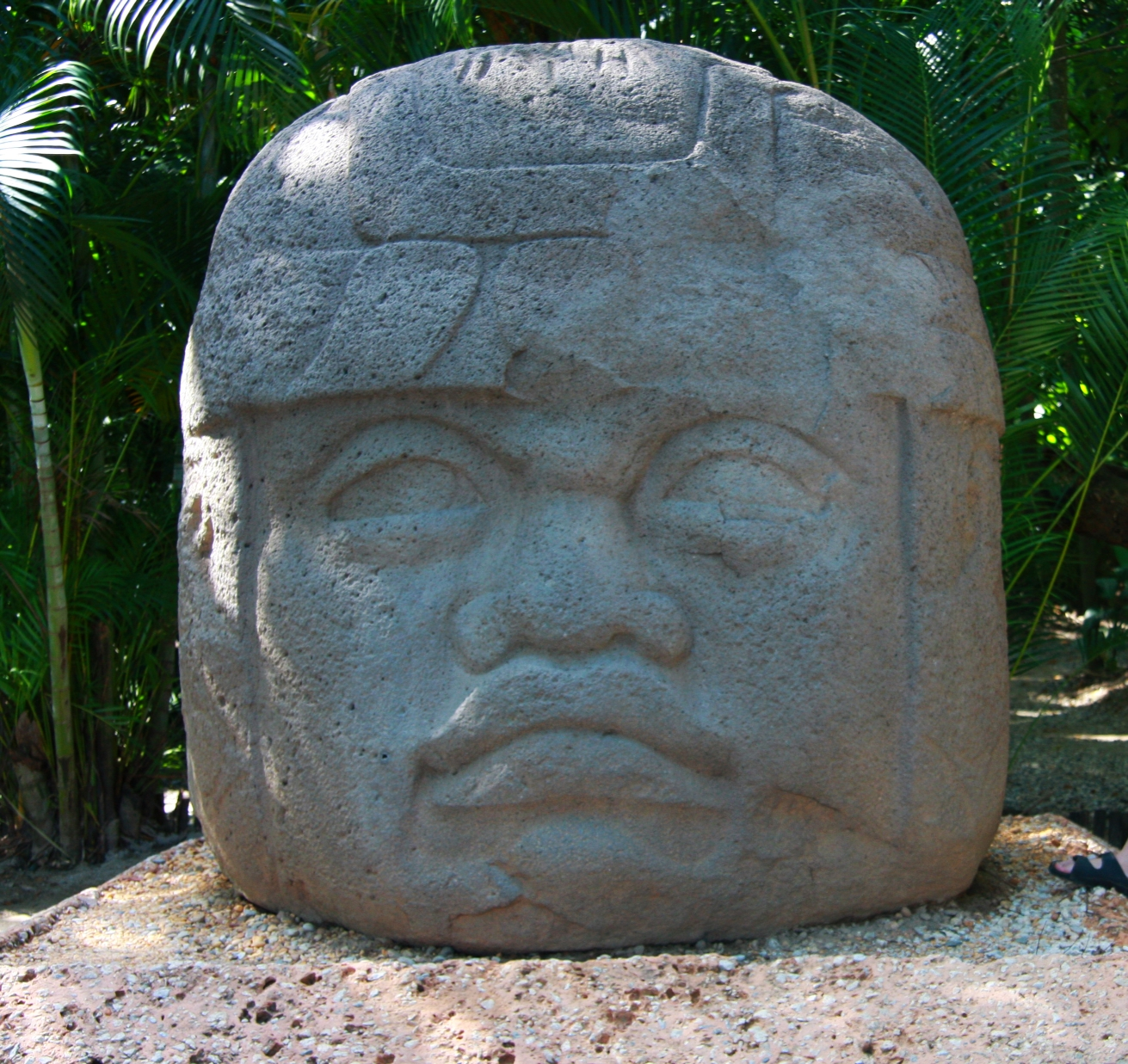
واحدة من الرؤوس الأولمكية الأربعة الموجودة في لا فينتا ويبلغ طولها تسعة أقدام.

حضارة الأولمك هي أول حضارة كبرى في غواتيمالا والمكسيك بعد التطور التدريجي في منطقة سوكونوسكو والأراضي المنخفضة في غواتيمالا الحديثة. كانوا يعيشون في المنخفضات الاستوائية في جنوب ووسط المكسيك، في ولايات فيراكروز وتاباسكو الحديثتين. ويعتقد أن حضارة الأولمك تستمد جزئيا من ثقافات موكايا وميكسي زوكي المجاورتين.
ازدهرت حضارة أولمك خلال الفترة التكوينية لثقافة أمريكا الوسطى، والتي يرجع تاريخها تقريبا من 1500 قبل الميلاد إلى حوالي 400 قبل الميلاد. وازدهت ثقافات ما قبل الأولمك في المنطقة منذ حوالي 2500 سنة قبل الميلاد، ولكن بحلول القرن السابع عشر والسادس عشر قبل الميلاد، ظهرت ثقافة الأولمك الأولى في موقع سان لورنزو تينوتشتيتلان بالقرب من الساحل جنوب شرق فيراكروز. وكانت أولى حضارات أمريكا الوسطى، ووضعت عديد الأسس للحضارات التي تبعتها. كما يظهر أن الأولمك مارسوا طقوس إراقة الدماء ولعب أولاماليزتلي (لعبة الكرة)، وهو ما وجد في كل مجتمعات أمريكا الوسطى اللاحقة تقريبا.
أهم ما بقي من حضارة الأولمك الآن هو أعمالهم الفنية، وخاصة ما يسمى «الرؤوس الضخمة». تم تحديد حضارة الأولمك أولا من خلال القطع الأثرية اشتراها جامعو التحف في أسواق الآثار التي تعود قبل عصر الاكتشاف في أواخر القرن التاسع عشر وأوائل القرن العشرين. وتعتبر الأعمال الفنية للأولمك بين الأكثر لفتا بين آثار أمريكا القديمة.

## أصل الكلمة
يأتي اسم «أولمك» من كلمة النواتلية لـ Olmecs: Ōlmēcatl [oːlˈmeːkat͡ɬ] (المفرد) أو ēlmēcah [ːlˈmeːkaʔ] (الجمع). تتكون هذه الكلمة من كلمتين [lli [ːoːlːi]، بمعنى «المطاط»، و mēcatl [ːmeːkat͡ɬ]، بمعنى «الناس»، وبالتالي يكون معنى الكلمة «شعب المطاط». كان المطاط جزءًا مهمًا من رياضة الأولاماليزتلي.

## نظرة عامة
يتمثل معقل حضارة الأولمك في المنطقة الواقعة في الأراضي المنخفضة في الخليج حيث توسعت بعد التطوير الباكر في سوسونوسكو، فيراكروز. تتميز هذه المنطقة بالأراضي المنخفضة في المستنقعات التي تتخللها التلال المنخفضة والأخاديد والبراكين. ترتفع جبال توكستلاس بشكل كبير في الشمال، على امتداد خليج كامبيتشي بخليج المكسيك. شيّد الأولمك هناك مجمعات دائمة لمعابد المدينة في سان لورينزو تينوتشيتلان ولا فينتا وتريس زابوتيس ولاغونا دي لوس سيروس. ظهرت في هذه المنطقة، أول حضارة من أمريكا الوسطى وحكمت من 1400 -400 قبل الميلاد تقريبًا.

### المنشأ
ظهرت بدايات حضارة الأولمك تقليديًّا بين 1400 و1200 قبل الميلاد. يعود تاريخ الاكتشافات السابقة لرفات جثث شعب الأولمك المحفوظة شعائريًّا في ضريح الماناتي (بالقرب من سان لورينزو) إلى ما يعادل «على الأقل» 1600-1500 قبل الميلاد. تملك حضارة الأولمك جذورًا في الحضارات الزراعية الأولى في تاباسكو، والتي بدأت بين 5100 قبل الميلاد و4600 قبل الميلاد. تشترك هذه الحضارات في نفس المحاصيل الغذائية الأساسية والتقنيات مع حضارة الأولمك اللاحقة.
ظهر ما يسمى اليوم بالأولمك لأول مرة بشكل كامل في مدينة سان لورينزو تينوتشيتلان، حيث ظهرت خصائص حضارة الأولمك المميزة في حوالي عام 1400 قبل الميلاد. ساعدت البيئة المحلية ذات التربة الطمية المروية بشكل جيد، وشبكة النقل التي يوفرها حوض نهر كواتزاكوالكوس، على نهوض الحضارة. يمكن مقارنة هذه البيئة بغيرها من أشكال البيئة في مراكز الحضارة القديمة الأخرى: أودية النيل والسند والنهر الأصفر وبلاد الرافدين. شجعت هذه البيئة الخصبة على زيادة الكثافة السكانية، ما أدى بدوره إلى ظهور طبقة نخبوية في المجتمع. زادت الطبقة النخبوية الطلب على إنتاج المصنوعات الفاخرة والراقية التي ميزت ثقافة الأولمك. تكونت العديد من هذه المصنوعات الفاخرة من مواد مثل اليشم والزجاج البركاني وأكسيد الحديد الأسود، والتي جاءت من مواقع بعيدة ما يشير إلى دخول نخبة الأولمك الأوائل في شبكة تجارية واسعة في أمريكا الوسطى. يُعتبر وادي نهر موتاجوا في شرق غواتيمالا مصدرًا لأفضل أنواع اليشم، يعود أثر الزجاج البركاني الأولميكي إلى المرتفعات الغواتيمالية، مثل إل تشايل وسان مارتن جيلوتبيك، أو إلى ولاية بويبلا، على بعد من 200 إلى 400 كم (120–250 ميل).
يبدو أن ولاية غيريرو، متضمنةً حضارة ميزكالا الباكرة على وجه التحديد، قد لعبت دوراً مهماً في التاريخ المبكر لحضارة الأولميك. غالبًا ما ظهرت القطع الفنية ذات الطابع الأولمكي في بعض أجزاء غيريرو في منطقة فيرا كروز-تاباسكو. وبشكل خاص، تتبع القطع ذات الصلة المكتشفة في موقع أموكو-أبلينو في غيريرو لتواريخ تعود إلى عام 1530 قبل الميلاد. تُعتبر مدينة تيوباننتيكوانيتلان في غيريرو أيضًا ذات صلة في هذا الصدد.

### لا فينتا
هُجِر أول مركز لحضارة الأولمك، سان لورينزو، حوالي 900 ق.م. في نفس الوقت الذي برزت فيه لا فينتا. حدث تدمير شامل للعديد من معالم سان لورينزو حوالي 950 قبل الميلاد، ما قد يشير إلى حدوث انتفاضة داخلية أو غزو خارجي بشكل أقل احتمالًا. ومع ذلك، تشير أحدث الأفكار إلى تحمل التغيرات البيئية مسؤولية هذا التحول في مراكز الأولمك، مع حدوث تغييرات مهمة في مسارات بعض الأنهار.
على أي حال، بعد تراجع سان لورينزو، أصبحت لا فينتا أقوى مراكز الأولميك، بفترة استمرت من 900 قبل الميلاد لحين إخلائها حوالي 400 قبل الميلاد. حافظت لا فينتا على تقاليد الأولمك الثقافية مع مظاهر مميزة في مناحي القوة والثروة. كان الهرم العظيم أكبر هيكل عمراني في أمريكا الوسطى في عصره. وحتى اليوم، بعد 2500 عام من التآكل، يحافظ على ارتفاع 34 مترًا (112 قدمًا) فوق التضاريس الطبيعية المسطحة. تحتفظ لا فينتا «بمعروضات» فاخرة احتاجت لعمل هائل لإنتاجها مدفونةً بعمق فيها –عبارة عن 1000 طن من صخور السربنتين الناعمة وأرصفة الفسيفساء الواسعة وما لا يقل عن 48 قطعة من رواسب منفصلة لأدوات مصنوعة من اليشم المصقول والفخار والتماثيل ومرايا الهيماتيت.